# Peveragno
Peveragno (en français Povragne) est une commune italienne de la province de Coni, dans la région Piémont.

## Géographie
Peveragno appartient à l'aire linguistique occitane.

## Administration
| Période                                  | Période | Identité | Étiquette | Qualité |
| ---------------------------------------- | ------- | -------- | --------- | ------- |
|                                          |         |          |           |         |
| Les données manquantes sont à compléter. |         |          |           |         |

### Hameaux
Madonna dei Boschi
Tetti Grossi

### Communes limitrophes
Beinette, Boves (Italie), Chiusa di Pesio, Coni, Limone Piemonte

## Culture

### Personnalités liées à la commune
- Vittorio Bersezio (1828-1900), né à Peveragno
- Giuseppe Sorrentino dit Joseph Platano (1883-1911), membre de la bande à Bonnot né à Peveragno